# Silverio Izaguirre
Pour les articles homonymes, voir Izagirre.
Marcelino Silverio Izaguirre Sorzabalbere, connu dans le monde du football sous le nom de Silverio, est né à Saint-Sébastien en 1897 et est mort dans la même ville en 1935. Footballeur international espagnol, il est un des membres de la délégation espagnole qui remporte la médaille d'argent aux Jeux olympiques d'Anvers 1920.

## Biographie
Silverio évolue principalement à la Real Sociedad, hormis une saison au Real Club Deportivo de Oviedo (ancêtre de l'actuel Real Oviedo). Avec l'équipe de Saint-Sébastien, il gagne deux championnats régionaux. Il joue 12 matchs officiels et inscrit 2 buts.
Il est international espagnol à une occasion. Son unique match international se passe à Anvers le 2 septembre 1920 lors de la victoire espagnole 2 à 0 contre l'Italie pendant les Jeux olympiques. Lors de ce match, Silverio, qui remplace dans l'équipe l'avant titulaire Patricio Arabolaza, se voit obliger de remplacer le portier Ricardo Zamora pendant le dernier quart d'heure de la rencontre, Zamora ayant été expulsé et les changements n'étant à cette époque pas autorisés. Pendant le temps qu'il joue au poste de gardien, Silverio n'encaisse pas de but. La victoire contre l'Italie permet à la sélection espagnole de jouer ensuite le match de repêchage pour la médaille de bronze, qui se convertit en argent après l'abandon lors de la finale de la  Tchécoslovaquie.
Silverio décède en novembre 1935.

## Palmarès

### En club
- Campeonato de Guipúzcoa :
  - Vainqueur en 1919 et 1923

### En sélection
- Médaillé d'argent aux Jeux olympiques d'été de 1920